# 洗礼者聖ヨハネ (レオナルド)
『洗礼者聖ヨハネ』（せんれいしゃせいヨハネ、伊: San Giovanni Battista, 仏: Saint Jean Baptiste, 英: Saint John the Baptist）は、盛期ルネサンスのイタリアの巨匠レオナルド・ダ・ヴィンチが制作した絵画である。クルミ材のパネルに油彩。イエス・キリストに洗礼を行った洗礼者ヨハネを描いた作品で、芸術家の最高傑作『モナ・リザ』や『聖アンナと聖母子』とともにダ・ヴィンチが最後まで手元に残し続けた作品の1つとして知られる。絵画の制作が開始されたのは一説によると1508年 ないし1509年で、一般的には1513年から1516年の間に完成した可能性が高いとされており、ダ・ヴィンチの最後の絵画と考えられている。現在はパリのルーヴル美術館に所蔵されている。

## 作品
『新約聖書』「マタイによる福音書」3章によると、洗礼者ヨハネはラクダの皮をまとい、イナゴマメと蜂蜜を食べたとされ、ヨルダン川のほとりで人々に洗礼を授けたとされる。本作品はキアロスクーロを使用して洗礼者ヨハネの姿を孤立させて描いており、その姿は暗い背景から浮かび上がっているように見える。聖人は毛皮に身を包み、長い巻き毛を持ち、『モナ・リザ』を彷彿とさせる謎めいた笑顔で笑っている。彼は左手に葦の十字架を持ち、右手は天国を指しており、ダ・ヴィンチのバーリントン・ハウスのカルトン『聖アンナと聖母子と幼児聖ヨハネ』の聖アンナの姿と似ている。美術史家フランク・ツェルナーによれば、ダ・ヴィンチのスフマートの使用は「その効果でほとんど両性具有である、非常に柔らかく繊細な外観とともに、対象の肌のトーンを（染み込ませる）穏やかな影」で「絵画の宗教的な内容を伝えている」。
美術史家ケネス・クラークはダ・ヴィンチにとって聖ヨハネは「永遠の疑問符、創造の謎」を表していると考え、絵画が吹き込む「不安」の感覚に注目した。ポール・バロルスキーは次のように付け加えている。「暗闇から現れた聖ヨハネを、ほとんど驚くほど見る人との直接的な関係で描写しているダ・ヴィンチは、まさしく精神と肉体の間の曖昧さを拡大している。異様なほど官能的な刺激を持っているダ・ヴィンチの人物の優雅さは、それにもかかわらず、聖ヨハネが神からもたらされる恵みの充足について話すときに言及する精神的な意味を伝えている」。
2016年、1802年以来行われていなかった修復が行われた。かつてルーヴル美術館が『聖アンナと聖母子』を修復した際に多くの議論と批判が寄せられたこともあり、今回の修復が事前に発表された際も批判を呼んだ。修復は9か月に及び、絵画は15層を越えるニスが重ねられていたが、この修復でその半分近くが除去された。絵画はまだ全体的に暗いが、それでも洗礼者ヨハネの巻き毛と毛皮がより鮮明に見えるようになった。

## 制作年

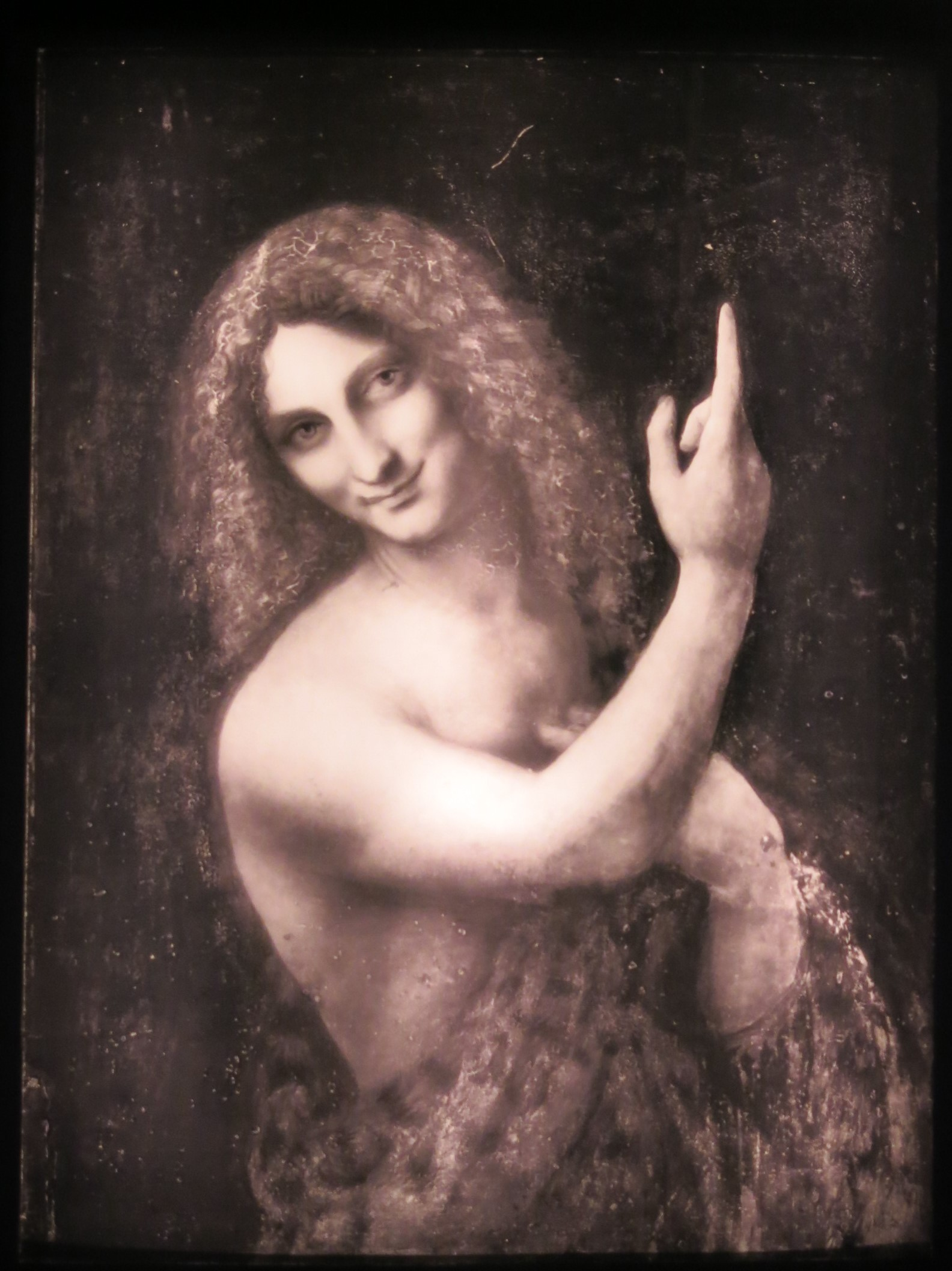
赤外線リフレクトグラフィーで見た『洗礼者聖ヨハネ』。洗礼者ヨハネの身体の線とラクダの毛皮が明確に観察できる。

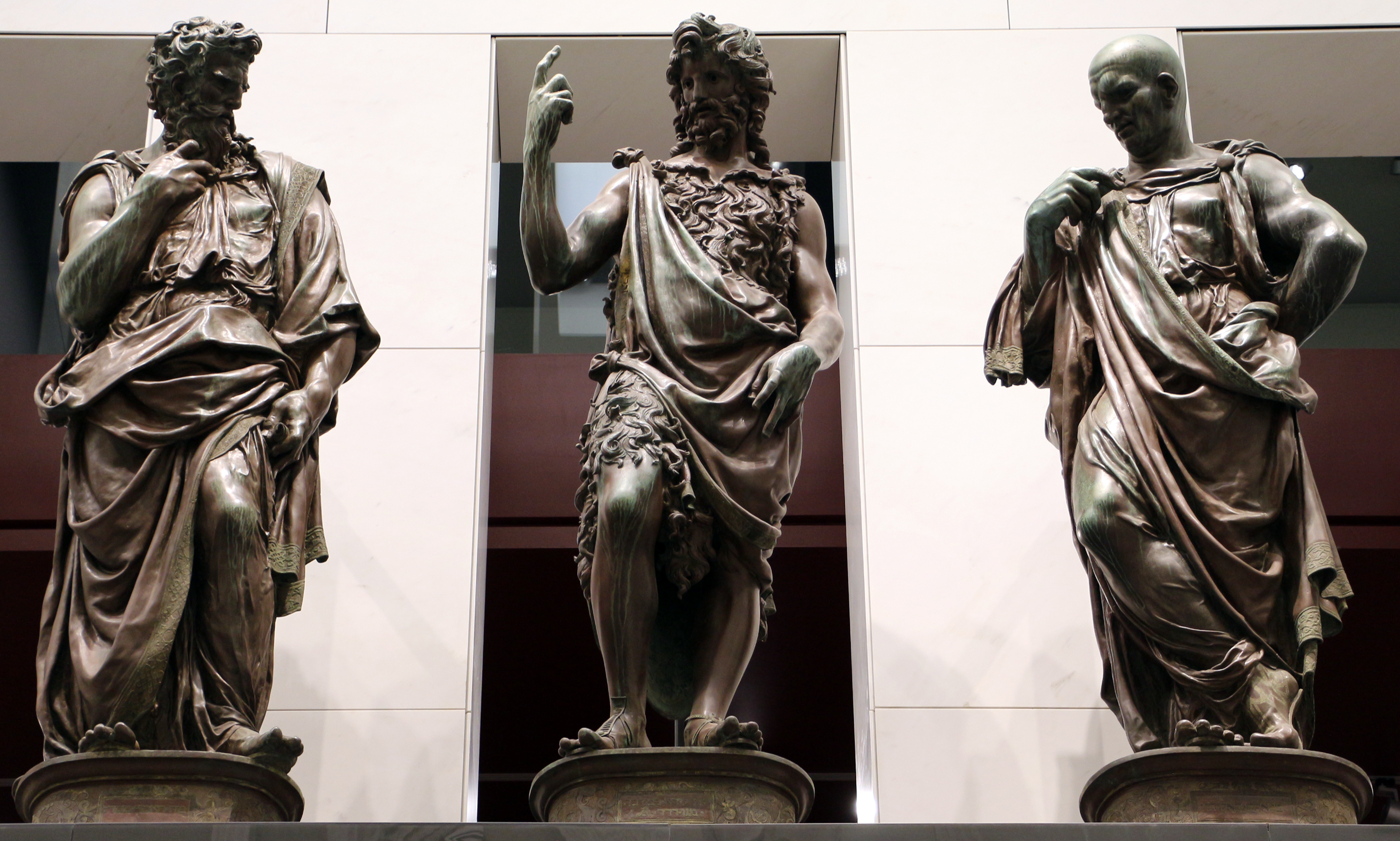
ダ・ヴィンチの助言を受けて制作されたジョヴァンニ・フランチェスコ・ルスティチの彫刻『洗礼者聖ヨハネによる説教』。ヨハネのポーズは本作品と共通している。

『洗礼者聖ヨハネ』の制作年は論争されている。本作品はアントニオ・デ・ベアティスがアラゴン枢機卿とともにフランスのクロ・リュセ城のレオナルド・ダ・ヴィンチの工房で見ており、彼の日記のエントリから1517年10月17日以前の想定年代が得られる。
19世紀末にジョヴァンニ・モレッリとバーナード・ベレンソンによって帰属が疑問視されたが、伝統的にこの絵画は芸術家の最後の作品と見なされており、1513年から1516年までさかのぼる。ここでのダ・ヴィンチのスフマート技術は、その極致に到達したと考えられている。しかし、一部の専門家は洗礼者ヨハネの手を『アトランティコ手稿』の弟子による同様の作品の比較し、絵画の開始は1509年頃にさかのぼるとしている。ポーズもまた、フィレンツェのサン・ジョヴァンニ洗礼堂のために1510年以降に完成したジョヴァンニ・フランチェスコ・ルスティチの同じ主題の彫刻『洗礼者聖ヨハネによる説教』と似ている。ダ・ヴィンチはルスティチに発注された仕事のために彼に技術的なアドバイスを与えたと考えられている。一方の芸術家がポーズのアイデアで他方の芸術家に影響を与えた可能性がある。

## 来歴
『洗礼者聖ヨハネ』は1542年にフォンテーヌブロー宮殿にあったフランス国王フランソワ1世のコレクションの一部であったらしい。1625年、イングランド国王チャールズ1世はティツィアーノ・ヴェチェッリオの『聖家族』とハンス・ホルバインの『エラスムスの肖像』と引き換えに、ルイ13世から絵画を入手した。1649年、清教徒革命による処刑によってチャールズ1世のコレクションは売却され、絵画は140ポンドで銀行家エバーハルト・ジャバッハの手に渡った。ジュール・マザラン枢機卿が所有した後、1661年に作品は再びフランス国王ルイ14世に返還された。フランス革命後、絵画はルーヴル美術館のコレクションに入り、現在も同美術館に所蔵されている。

## 影響
本作品以前、洗礼者ヨハネは伝統的に禁欲主義者として描かれていた。ダ・ヴィンチの革新的な描写はラファエロ・サンティの工房に影響を与えた。ラファエロとジュリオ・ロマーノに起因する1517年から1518年頃に描かれた洗礼者ヨハネのいくつかの肖像画には暗い背景と人物の照明の間に強いコントラストがあり、同様に若々しい聖人を孤立して示している。
レオナルド派によって制作された『洗礼者聖ヨハネ』の多数の複製とバリエーションが存在している。これらの中で最も有名なものは、ミラノのアンブロジアーナ絵画館に所蔵されている、芸術家の主席助手ジャン・ジャコモ・カプロッティ（サライ）のバージョンで、背景には山岳の風景が描かれている。

## ギャラリー

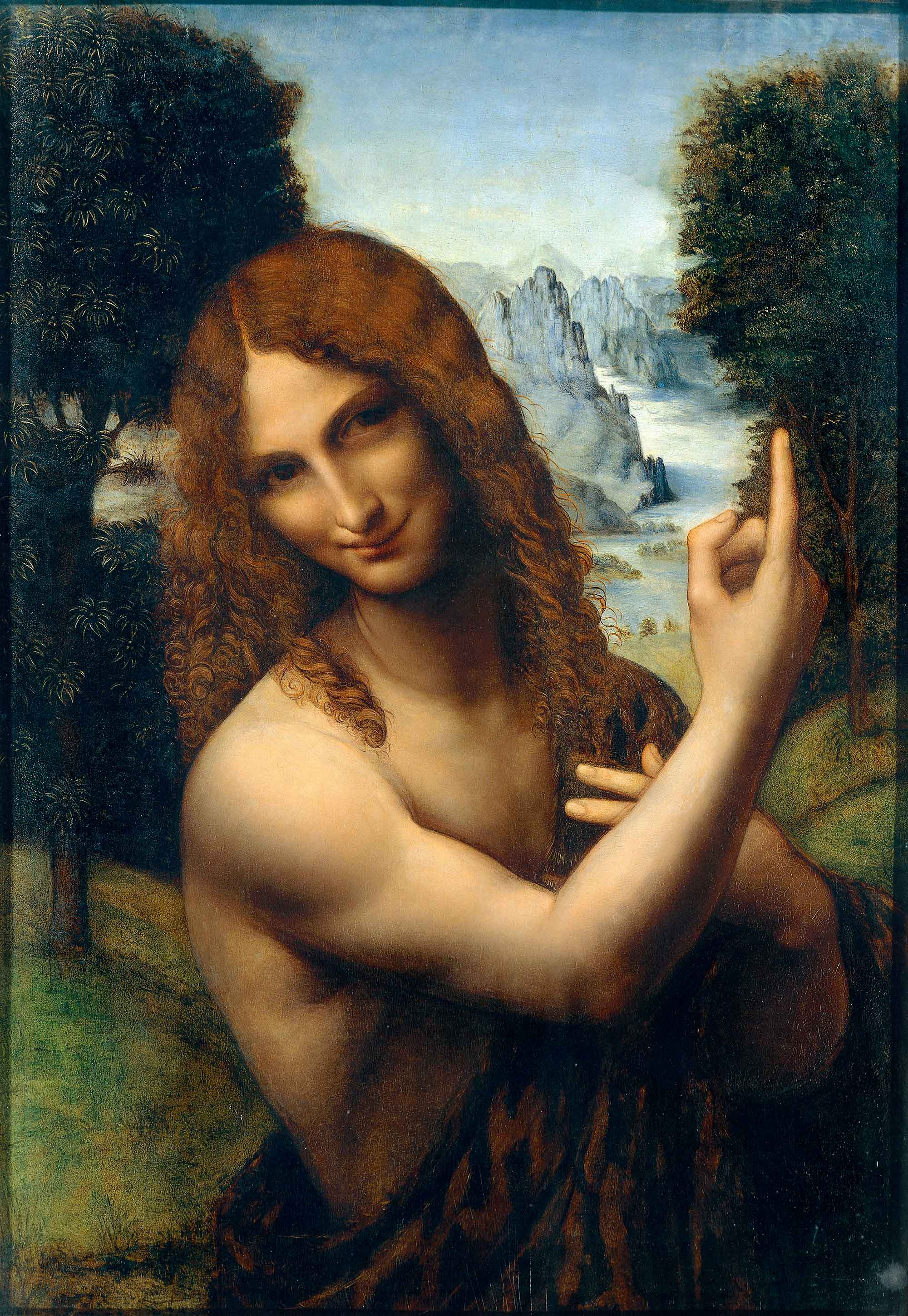
ジャン・ジャコモ・カプロッティ『洗礼者ヨハネ』1510年と1520年の間 アンブロジアーナ絵画館（イタリア語版）所蔵
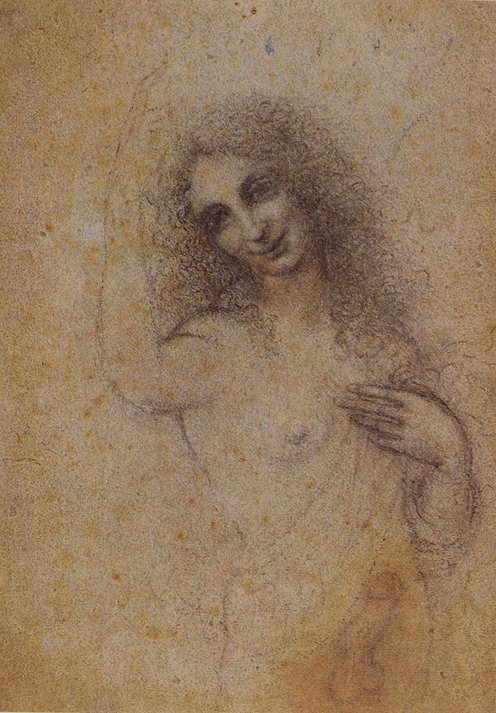
ダ・ヴィンチのフォリオに由来するジャン・ジャコモ・カプロッティの素描『天使の顕現』1515年頃
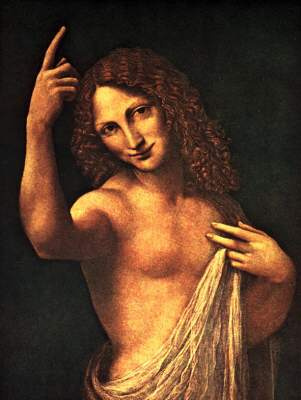
ベルナルディーノ・ルイーニ『天使の受胎告知』サラシン・コレクション（Sarasin collection）所蔵
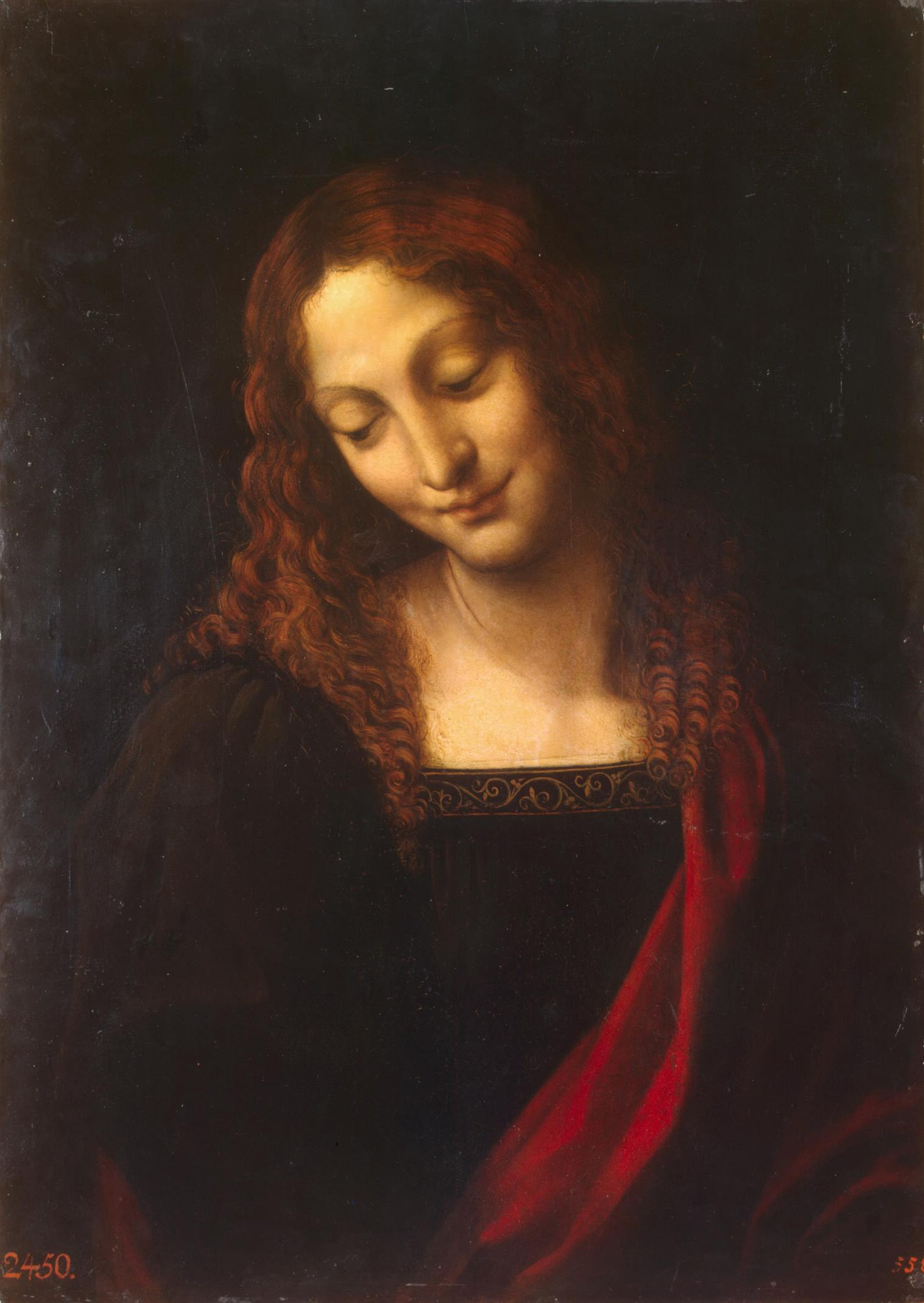
ジャンピエトリーノ（英語版）『聖ヨハネ』1530年頃 エルミタージュ美術館所蔵